# Wyszogóra
Wyszogóra [pronunciación en polaco: /vɨʂɔˈɡura/] es un asentamiento ubicado en el distrito administrativo de Gmina Płoty, dentro del condado de Gryfice, Voivodato de Pomerania Occidental, en el noroeste de Polonia. Se encuentra a unos 8 kilómetros al sur de Płoty, a 19 kilómetros al sur de Gryfice, y a 57 kilómetros al noreste de la capital regional Szczecin.
El pueblo era conocido en alemán como Piepenburg.